# Arsenio di Costantinopoli
Arsenio Autoreiano (in greco Ἀρσένιος Ἀυτωρειανός?, Arsenios Autoreianos, latinizzato come Arsenius Autorianus; Costantinopoli, 1200 circa – Proconneso, verso la fine di settembre 1273) è stato Patriarca ecumenico di Costantinopoli per due mandati nel XIII secolo.

## Biografia

### Vita monastica
Nato a Costantinopoli intorno al 1200, Arsenio ricevette la sua istruzione a Nicea in un monastero di cui in seguito divenne l'abate, pur non essendo nell'ordine. Successivamente, abbandonò per una vita di ascetismo solitario in un monastero in Bitinia, e si racconta che fosse rimasto qualche tempo in un monastero sul Monte Athos.

### Patriarcato
Da questo isolamento fu chiamato dall'imperatore bizantino Teodoro II Lascaris alla posizione di patriarca a Nicea nel 1255 verso il Natale e ricevette tutti gli ordini nell'arco di una settimana. Alla morte dell'imperatore, Arsenio potrebbe aver condiviso la tutela di suo figlio Giovanni IV Lascaris con Giorgio Muzalon: se gli storici successivi Niceforo Gregora e Macario Melisurgo affermano che il patriarca ebbe questo ruolo, gli storici contemporanei Pachimere e Acropolita nominano solo Muzalon. Tuttavia, pochi giorni dopo la morte di Teodoro, Giorgio Muzalon fu assassinato da Michele VIII Paleologo il quale, in un'assemblea dell'aristocrazia presieduta dal patriarca Arsenio, fu nominato reggente per il ragazzo. Arsenio eseguì anche la doppia incoronazione di Michele Paleologo e Giovanni Lascaris nel gennaio 1259.
Durante il periodo tra la morte di Muzalon e la doppia incoronazione, Arsenio aveva lavorato per proteggere i diritti del giovane imperatore Giovanni Lascaris, a un certo punto insistendo sul fatto che Giovanni e Michele si scambiassero reciproci giuramenti di lealtà. Insistette sul fatto che alla doppia incoronazione Giovanni Lascaris dovesse essere incoronato per primo, cosa che Michele Paleologo vedeva come un ostacolo alla sua usurpazione finale. Fu esercitata pressione sul patriarca per consentire a Paleologo di essere incoronato da solo, e persino il giovane imperatore fu minacciato. Il patriarca non trovò alcun sostegno da parte dei vescovi riuniti: tranne due prelati, tutti credevano che il Paleologo avesse il diritto di essere incoronato per primo. Alla fine Arsenio concesse il punto e incoronò Michele e sua moglie per primi, mentre Giovanni Lascaris ricevette solo un copricapo speciale.
Completata la cerimonia, Arsenio si rifugiò nel monastero di Pascasio, conservando la sua carica di patriarca ma rifiutando di adempiere ai propri doveri. Al suo posto fu nominato Niceforo di Efeso. Michele Paleologo, dopo aver recuperato Costantinopoli dall'impero latino, indusse Arsenio ad assumere l'incarico di patriarca, ma presto subì la severa censura di Arsenio quando ordinò che il giovane principe Giovanni fosse accecato. Arsenio arrivò al punto di scomunicare l'imperatore Michele Paleologo; dopo aver tentato di spaventare il patriarca nel revocare la scomunica minacciando di fare appello al Papa, Michele alla fine convocò un sinodo, fece deporre Arsenio e verso la fine del maggio 1265 lo mandò in esilio nell'isola di Marmara, nella località di Proconneso. Lì morì alcuni anni dopo (secondo Fabricius nel 1264; altri dicono nel 1273).

## Eredità
Durante questi anni Arsenio rifiutò di revocare la scomunica di Michele e dopo la sua morte, quando il nuovo patriarca Giuseppe diede l'assoluzione all'imperatore, si alimentò la disputa tra "arseniti" e "giuseppini". Lo "scisma arseniano" durò fino al 1315, quando fu pronunciata una riconciliazione dal patriarca Nefone I.
Si dice che Arsenio avesse raccolto le decisioni dei concili e delle opere dei Padri, un riassunto delle leggi sacre, sotto il titolo di Synopsis Canonum. Alcuni sostengono che la Sinossi fosse opera di un altro Arsenio, un monaco del monte Athos; l'attribuzione dipende dal fatto che il patriarca Arsenio abbia risieduto o meno sul Monte Athos.